# SV DFS (Opheusden)
SV DFS (Sportvereniging Door Fusie Sterk) is omnisportvereniging uit Opheusden, gemeente Neder-Betuwe, Gelderland, Nederland.

## Algemeen
De vereniging ontstond per 1 oktober 2001 als gevolg van een fusie tussen de sportvereniging ASV Sparta '57 en de voetbalvereniging VV Opheusden. De sporten gymnastiek en voetbal kunnen in georganiseerd verband beoefend worden.

## Voetbal
Accommodatie
In juli 2004 werd Sportpark 't Heerenland in gebruik genomen. Op dit sportpark bevinden zich drie speelvelden en een trainingsveld. Ook staat er een clubhuis, waarbij de kleedkamers zich op de begane grond bevinden en de kantine op de eerste etage. Daardoor is er vanuit de kantine de mogelijkheid om alle speelvelden te overzien.

### Standaardelftal
Het standaardelftal komt sinds het seizoen 2020/21 uit in de Vierde klasse zaterdag van het KNVB-district Oost.
In het eerste jaar na de fusie degradeerde het eerste elftal naar de vierde klasse. Na twee jaar in de kelderklasse promoveerde dit team met een titel naar de derde klasse. Na vijf seizoenen in de derde klasse A werd het eerste elftalkampioen met promotie als gevolg. Vier seizoenen later kon de vlag weer in de top na een kampioenschap in de tweede klasse G, direct gevolg door de titel in de eerste klasse D. Na het behalen van het klassekampioenschap in de eerste klasse, (1D van het thuisdistrict Oost) in het seizoen 2013/14 kwam het uit in de hoofdklasse Aan het einde van het seizoen 2014/15 degradeerde de club, waardoor het weer uitkwam in de eerste klasse. Na het klassekampioenschap in 1A (West-I) in het seizoen 2015/16 kwam het weer uit in de hoofdklasse tot de degradatie in het seizoen 2018/19. In 2019/20 kwam het uit in de Eerste klasse.
Voor het seizoen 2020/21 besloot de vereniging te stoppen met (betaald)prestatievoetbal. Het startte opnieuw in de Vierde klasse op het laagste niveau in district Oost. In het seizoen 2022-2023 werd sv DFS 1, na de herstart, kampioen van de 4de klasse B.

#### Erelijst
kampioen Eerste klasse: 2014, 2016
kampioen Tweede klasse: 2013
kampioen Derde klasse: 2009
kampioen Vierde klasse: 2004, 2023
winnaar Districtsbeker Oost: 2018

#### KNVB beker
2013/14: 1e ronde: VV Sneek Wit Zwart, 2-7
2017/18: 2e voorronde: ONS Sneek, 1-2
2018/19: 2e kwalificatieronde: BVV Barendrecht, 2-1 nv; 1e ronde: SV Spakenburg, 0-3

#### Competitieresultaten 2002–2019
| 11 3A |

| 9 4A |

| 1 4A |

| 8 3A |

| 6 3A |

| 9 3A |

| 2 3A |

| 1 3A |

| 11 2G |

| 10 2G |

| 3 2G |

| 1 2G |

| 1 1D |

| 12 A |

| 1 1A |

| 9 A |

| 8 B |

| 15 A |

| -- 1D |

| - 4B |

| Hoofdklasse | Eerste klasse | Tweede klasse | Derde klasse | Vierde klasse |

## ASV Sparta '57

### Competitieresultaten 1961–2001
| 9 4A |

| 3 4A |

| 1 4A |

| 11 |

| 8 4A |

| 7 4A |

| 10 4A |

| 10 4A |

| 7 3A |

| 5 4A |

| 6 4A |

| 8 4A |

| 10 4A |

| 11 4A |

| 10 4A |

| 8 4A |

| 10 4A |

| 7 4A |

| 6 4A |

| 7 4A |

| 4 4A |

| 3 4A |

| 5 4A |

| 2 4A |

| 6 4A |

| 3 4A |

| 4 4A |

| 3 4A |

| 2 4A |

| 6 4A |

| 6 4A |

| 10 4A |

| 6 4A |

| 3 4A |

| 6 4A |

| 5 4A |

| 6 3A |

| 8 3A |

| 9 3A |

| 3 3A |

| 9 3A |

| Derde klasse | Vierde klasse |

## vv Opheusden

### Competitieresultaten zaterdag 1973–2001
| 5 4A |

| 3 4A |

| 2 4A |

| 1 4A |

| 10 3A |

| 1 4A |

| 8 3A |

| 5 3A |

| 9 3A |

| 8 3A |

| 9 3A |

| 9 3A |

| 4 3A |

| 5 3A |

| 8 3A |

| 9 3A |

| 10 3A |

| 6 3A |

| 8 3A |

| 12 3A |

| 9 4A |

| 10 4A |

| 10 4A |

| 4 4A |

| 2 3A |

| 2 3A |

| 10 3A |

| 9 3A |

| 6 3A |

| Derde klasse | Vierde klasse |

In elke staaf van de grafiek staat van boven naar beneden vermeld: 
- Eindnotering

Dit is de positie die de club heeft bereikt in de competitie, zonder eventuele beslissings-, play-off- of nacompetitiewedstrijden die nodig zijn geweest om bijvoorbeeld de kampioen van de competitie te bepalen.
Indien een * achter het getal staat is de notering een tussenstand en kan het zijn dat de notering niet overeenkomt met de uiteindelijke eindstand van de competitie.
Staat er een - dan is het seizoen nog bezig en is er geen definitieve uitslag bekend.
Staat er xx op de positie van de notering, dan heeft de club vroegtijdig de competitie verlaten. Dit kan onder andere komen door terugtrekking van het team, faillissement van de club of door een uitgedeelde straf van de KNVB. In veel gevallen staat elders in het artikel de reden vermeld.
Staat er een ? dan is het resultaat uit het verleden onbekend, en is alleen de competitie of het niveau bekend van dat seizoen.
In de seizoenen 2019/20 en 2020/21 werd wegens de coronacrisis het amateurvoetbal afgebroken. Daardoor kennen deze staven geen eindklassering (middels -- weergegeven).
- Competitieniveau en afdelingsletter of Officiële eindstand Eredivisie
  - Competitieniveau en afdelingsletter

Hierbij geeft het getal het niveau weer, dat ook terug te vinden is in de legenda. De letter is de afdelingsaanduiding en wordt gebruikt wanneer er meer afdelingen zijn op hetzelfde niveau. De afdelingsletter is altijd een hoofdletter en wordt meestal zonder nummer gebruikt.
Voorbeeld: 2F is niveau 2e klasse competitie F.
Het competitieniveau en nummer wordt niet vermeld wanneer er slechts één competitie van dit niveau was.
  - Officiële eindstand Eredivisie (getal staat tussen haakjes vermeld)

Sinds de introductie van play-offwedstrijden voor Europees voetbal na afloop van de reguliere competitie in 2005/06, is de KNVB verplicht een eindstand van de Eredivisie door te geven aan de UEFA aan de hand van deze play-offwedstrijden.
Bij deze eindstand staan clubs die zich hebben gekwalificeerd voor Europees voetbal hoger dan clubs die zich niet wisten te kwalificeren. Indien er geen verschil was tussen de eindnotering en de officiële eindstand, staat dit getal niet vermeld.

- Onderafdeling

Hier staat afgekort de naam van de onderafdeling indien de club in dat jaar in een onderafdeling uitkwam. Tevens staat deze afkorting in de legenda en wordt gelinkt naar het artikel over deze onderafdeling. Deze afkorting wordt alleen vermeld wanneer de club in het verleden in verschillende onderafdelingen heeft gespeeld. Deze vermelding is in de staaf altijd in kleine letters. Deze onderafdelingen zijn na het seizoen 1995/96 afgeschaft. Heeft de club in slechts één onderafdeling gespeeld, dan is dit alleen terug te vinden in de legenda.
Onder de staaf staat het jaartal vermeld waarin het seizoen is afgesloten. 15 verwijst naar het seizoen 2014/15 of eventueel het seizoen 1914/15.
Wanneer een staaf leeg is, zijn deze gegevens niet bekend. Het kan ook zijn dat de club dat seizoen niet heeft meegespeeld op het hogere amateurniveau, vroegtijdig de competitie heeft verlaten of uit de competitie is gezet.

In het seizoen 1944/45 was er wegens de Tweede Wereldoorlog geen regulier competitievoetbal.

## Bekende (oud-)spelers
- Furkan Alakmak
- Jim van Alst
- Richard Arends
- Brayton Biekman
- Navarone Foor
- Arie van Lent
- Bert van de Pol

### Overig
- Cedric Badjeck

## Bekende (oud-)trainers
- Arno Arts

SV DFS · VV Dodewaard · VV Echteld · VV Kesteren · VV Uchta